# Derya Dilber
Derya Dilber (* 2000 in Berlin) ist eine deutsch-türkische Schauspielerin.

## Leben
Dilber wurde 2000 als Tochter türkischer Eltern in Berlin geboren. Die gebürtige Charlottenburgerin wuchs mit Deutsch und Türkisch als Muttersprachen bilingual auf. Daneben spricht sie auch Englisch. Erstmals stand sie 2014 in 24 Stunden Deutschland von Christian Rau vor der Kamera. In dem Tatort Das Muli von Stephan Wagner wirkte sie in einer Nebenrolle mit. Mit dem Berliner Ensemble spielte sie 2020 in Die Möglichkeit einer Insel mit.
2021 übernahm sie im Kinofilm Ein nasser Hund die weibliche Hauptrolle der Selma, die Freundin des Protagonisten. Der Film erschien am 9. September 2021 bundesweit in den Kinos. Seit demselben Jahr befindet sie sich in den Dreharbeiten zu der Fernsehserie Souls und dem Spielfilm Unschuld auf Lager. 
Seit 2022 spielt sie in der SWR Serie Almania ab Folge 4 die Schülerin Kira, die neu in die Klasse kommt.
2023 war sie bei Notruf Hafenkante in der Folge Schutzlos (Staffel 17, Episode 18) zu sehen. Im gleichen Jahr spielte sie in dem Film Elaha mit, der auf der Berlinale Premiere feierte.

## Filmografie (Auswahl)
- 2014: 24 Stunden Deutschland
- 2015: Tatort: Das Muli (Fernsehfilm)
- 2021: Ein nasser Hund
- 2022: Souls (Fernsehserie)
- 2022: Almania (Fernsehserie, ab Folge 4)
- 2023: Notruf Hafenkante (Fernsehserie, 1 Folge)
- 2023: Elaha (Kinofilm Berlinale)
- 2023: Die Heiland – Wir sind Anwalt (Fernsehserie, 1 Folge)
- 2023: SOKO Potsdam (Fernsehserie, 8 Folgen)
- 2024: Almania 2 (Fernsehserie)

## Theater (Auswahl)
- Die Möglichkeit einer Insel, Regie: Robert Borgmann (Berliner Ensemble)